# Broby, Bettna

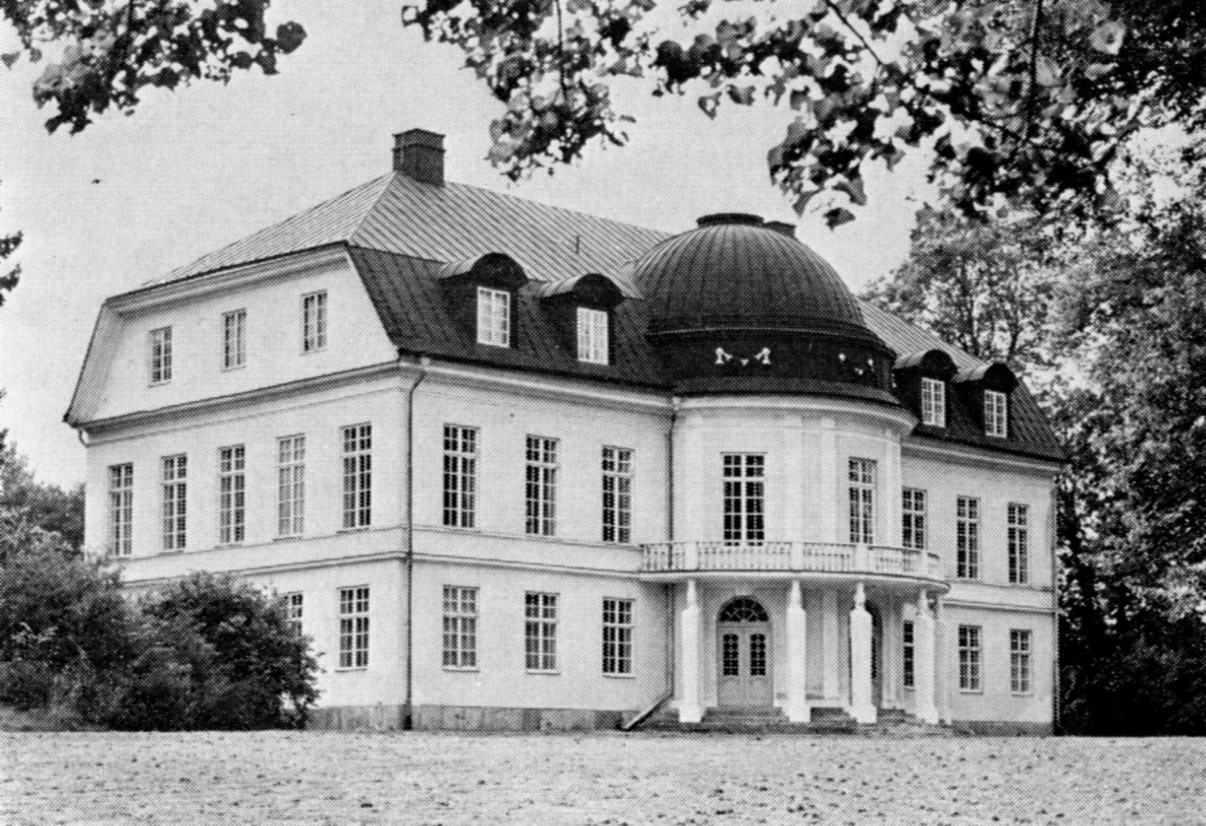
Brobys huvudbyggnad, 1967.

Broby är ett säteri vid sjön Yngaren i Bettna socken, Oppunda härad, Södermanlands län.

## Historik

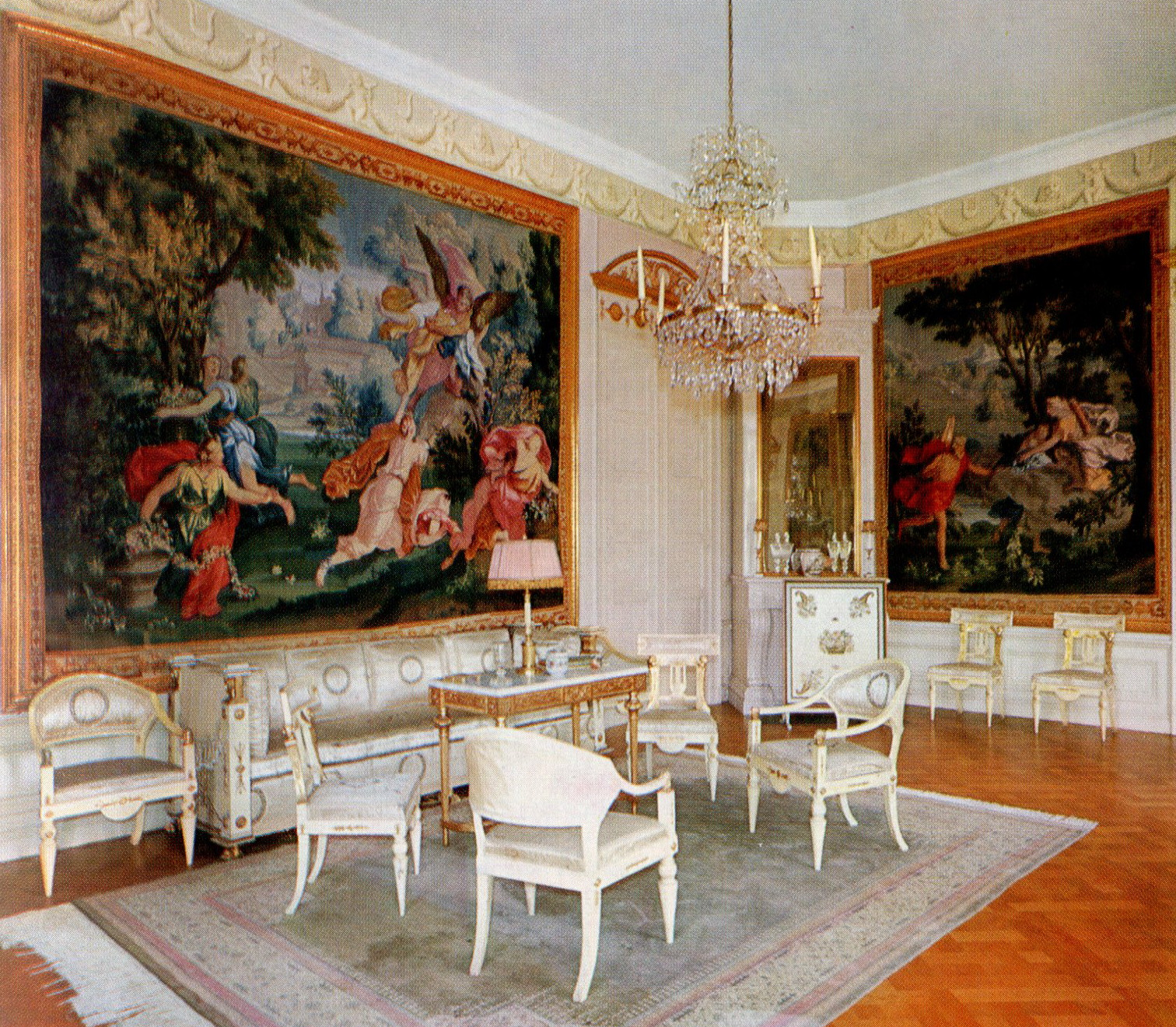
Broby, Gobelängsalongen, 1967.

Broby dokumenteras i skrift första gången i 1562 års jordebok. Vid den tiden var det ett bondehemman som ägdes av Pedersson Bååth och förvaltades av Lasse i Broby. Sedan ägdes Broby av släkten Ryning och genom gifte med Christina Ryning (död 1656) av Johan Fitinghoff. Han blev 105 år gammal och dog 1685 på Broby. Hans son i tredje giftet, Erik Jöran (död 1736), ärvde egendomen och på 1740-talet hamnade gården i ätten de Besches ägo. Därefter tillträdde assessorn Johan Ludvig von Ehrenheim ett förfallet Broby. Han avled 1761 och 1797 sålde hans änka till översten Peter von Schönström.

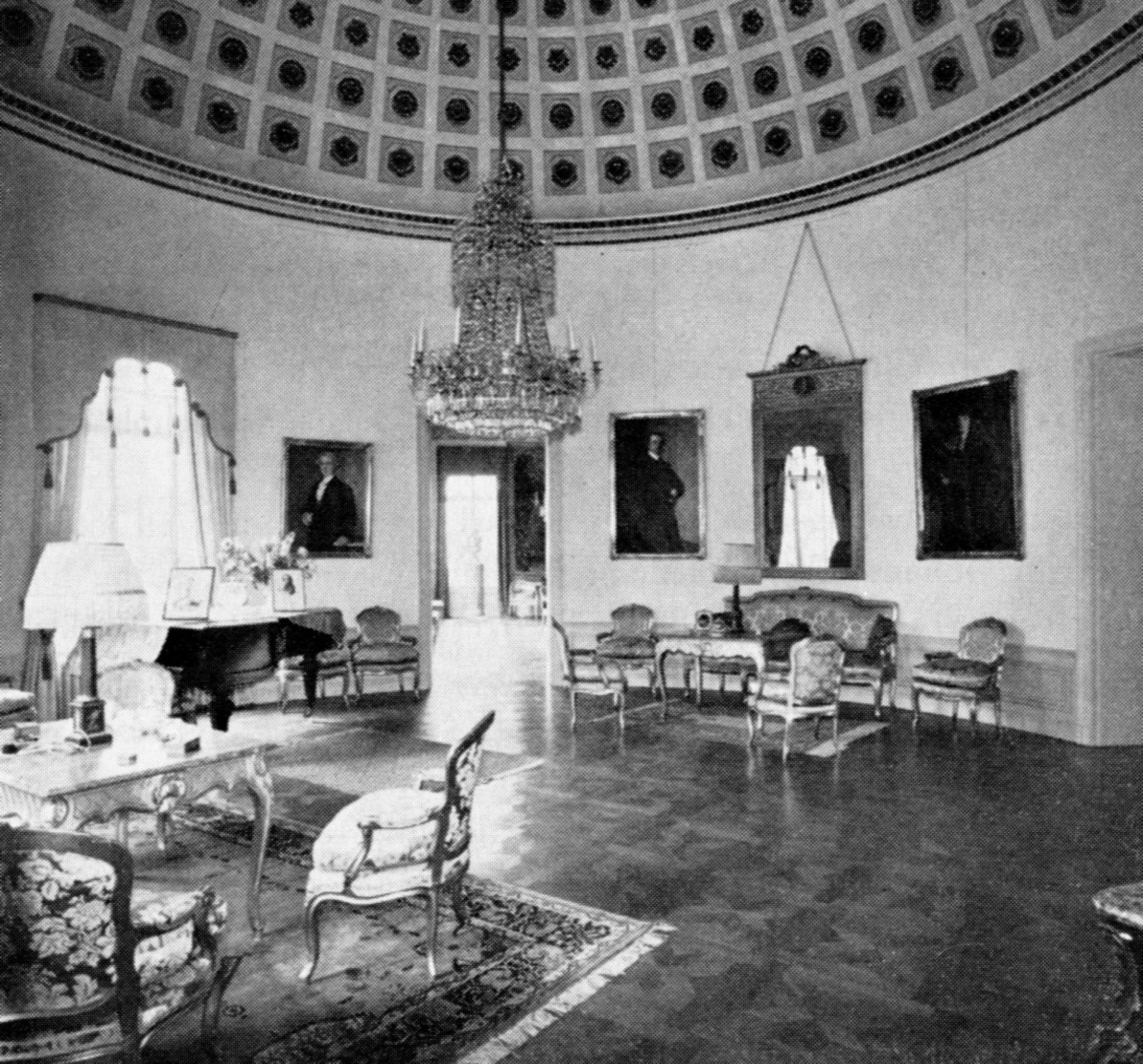
Broby, Rotundan, 1967.

Den senare lät uppföra nuvarande huvudbyggnad samt den kolonnprydda så kallade pelarflygeln. Enligt lokaltraditionen var arkitekten Louis Jean Desprez som avled 1804. Det existerar en fasadritning som är daterad 1806, alltså två år efter Desprez död och därför är det troligare att Olof Tempelman stod för gestaltningen. Han tillämpade en liknande arkitektur vid Härnösands gymnasium. 
År 1849 sålde von Schönström Broby till grosshandlaren R. von Sydow, vars son, löjtnant Otto von Sydow, år 1906 i sin tur sålde egendomen med underlydande gårdar till godsägaren Carl Nisser. Han lät genomföra en del restaureringar och ombyggnader. Godset stannade sedan i familjen Nisser fram till 1967 då det såldes till nuvarande ägarfamilj Dieden. Broby säteri drivs numera som en enskild firma med Gustaf Dieden (född 1941) som ansvarige. På Broby bedrivs uthyrning av fastigheter, vattenkraft och helikopterflygning.

## Huvudbyggnaden
Brobys corps de logi är en stenbyggnad i två våningar under ett valmat och brutet sadeltak. Huvudbyggnadens entrésida domineras av en halvrund, kupolkrönt utbyggnad. Rumsformen återkommer i Rotundan, husets musikrum som ligger på övre våningsplanet. Här märks ett kupoltak med målade kassetter. 
På samma våningsplan ligger även den så kallade Gobelängsalongen som inreddes under von Schönströmska tiden. På rummets väggar hänger praktfulla gobelänger, vävda i Bryssel på 1600-talet. De är utförda i klara färger med motiv ur Ovidius Metamorfoser. Enligt en tradition skulle gobelängerna ha skänkts av Ludvig XIV av Frankrike till greve Nils Bielke. Till Broby kom de genom von Schönströms initiativ.
Efter Carl Nisser tillbyggnad av den tredje våningen 1906 gjordes en stor renovering av huvudfasaden 2006, då stora huset återställdes till 2 våningar.  